# Hansgeorg Klenk
Hansgeorg Klenk (* 19. Juni 1924 in Schorndorf; † 13. Februar 1976 in Geislingen an der Steige) war ein deutscher Politiker (CDU).
Nach dem Abitur und dem Wehrdienst studierte Klenk Rechtswissenschaft und Volkswirtschaftslehre an der Universität Tübingen und promovierte zum Dr. jur. Während seines Studiums wurde er 1944 Mitglied der Burschenschaft Germania Tübingen. 1952 begann er als Rechtsanwalt in Geislingen. Im Jahr darauf wählte man ihn zum ersten Kreisvorsitzenden der Jungen Union. Im Kreistag des Landkreises Göppingen war er Vorsitzender der Fraktion der CDU. Von 1964 bis 1968 gehörte er dem baden-württembergischen Landtag in der vierten Wahlperiode an. Er wurde dabei im Wahlkreis Göppingen I über ein Zweitmandat gewählt.